# Manon Schick
Manon Schick, née le 25 décembre 1974 à Lausanne, est une journaliste et militante des droits humains, suisse et allemande. Directrice générale d'Amnesty International Suisse de 2011 à 2020, elle dirige la Direction générale de l’enfance et de la jeunesse du canton de Vaud depuis septembre 2020.

## Biographie
Manon Schick vit son enfance et sa scolarité à Lausanne, dans le quartier de la Blécherette, situé dans les hauts de la ville. Après sa scolarité obligatoire, elle est attirée par le journalisme. À 14 ans, grâce à Jean-Marc Richard, elle devient animatrice radio à Radio Acidule. Par la suite, elle entreprend un stage de journalisme à L'Illustré jusqu'en 1997, avant d'entamer une formation en lettres à l'université de Lausanne. 
Sensibilisée par la presse au régime de l'apartheid en Afrique du Sud, elle s'intéresse aux droits humains fondamentaux et à la lutte contre l'arbitraire. Alors âgée de 14 ans, elle entreprend ses premières actions militantes en allant dans les grandes surfaces coller des autocollants invitant au boycott sur les ananas provenant de ce pays. En 1995, elle rejoint Amnesty International en tant que bénévole.
En 2003, elle part en Colombie avec les Brigades de paix internationales pour accompagner des organisations locales de défense des droits humains. Elle devient en 2004 la porte-parole de la section suisse d'Amnesty International et succède alors à Catherine Morand. Trois ans plus tard, elle intègre la direction de la section suisse en tant que directrice du travail médias et du lobbying.
En 2010, L'Hebdo la classe dans la catégorie Leaders du forum des 100. Elle occupe le poste de directrice de la section suisse d'Amnesty International depuis le 1er mars 2011 en succession de Daniel Bolomey. Pour les actions en Suisse, elle prétend continuer dans la lignée de Daniel Bolomey tout en marquant sa différence. Elle se préoccupe surtout de la question de l'asile et de l'accueil, ainsi que de la responsabilité des entreprises multinationales, thèmes qui suscitent de grands débats politiques ,.
En mars 2017 elle a publié un livre intitulé Mes héroïnes : Des femmes qui s'engagent aux éditions Favre. Il s'agit des portraits de 11 femmes militant, chacune dans leur pays, pour les droits humains.